# Marga Ann Deighton
Marga Ann Deighton (* 26. Mai 1890 in Indien; † 10. April 1971 im Los Angeles County, Kalifornien) war eine US-amerikanische Schauspielerin.
Sie trat nur gelegentlich in Filmen auf, vor allem in den 1940er Jahren. In den 1950er Jahren war sie mehrfach im amerikanischen TV präsent.
Ihre erste (bekannte) Filmrolle hatte sie als Postkutschenstationswirtin Mrs. Pickett in dem Western-Klassiker Stagecoach (Ringo/Höllenfahrt nach Santa Fe) von John Ford aus dem Jahr 1939.